# Fabrizio Fabbri
Fabrizio Fabbri (* 30. September 1948 in Agliana; † 3. Juni 2019 in Pisa) war ein italienischer Radrennfahrer und Sportlicher Leiter.

## Sportliche Laufbahn
Fabbri konnte als Amateur einige Ergebnisse unter anderem wurde er 1969 toskanischer Amateurmeister im Trikot des U.C.P. ISA di Iolo. Ab 1970 wurde er Profi im Team Filotex von Waldemaro Bartolozzi. Hier konnte er im ersten Jahr dritte Plätze bei der Vier-Kantone-Rundfahrt und beim Gran Premio Industria e Commercio di Prato erwirken. 1971 nahm Fabbri zum ersten Mal am Giro d’Italia teil, welchen er auf Platz 28 beendete. Weitere Platzierungen waren Platz 2 beim Giro dell’Appennino, Platz 7 beim Gran Premio Montelupo und Platz 8 bei der Coppa Sabatini. 1972 nahm er erstmalig an der Vuelta a España teil, stieg jedoch auf der 15. Etappe vorzeitig aus. Beim Giro d’Italia gewann er die 5. Etappe von Foggia nach Montesano sulla Marcellana. Nach dem Giro belegte er Platz 6 beim Gran Premio di Castrocaro Terme und gewann das Rennen San Michele-Agliana. 1973 konnte Fabbri neben dem Sieg beim Gran Premio Industria e Commercio di Prato und dem Etappensieg bei der Tour de Suisse, zweite Plätze bei der Coppa Placci und beim Giro dell’Umbria, sowie Platz 3 beim Giro di Toscana und Platz 4 bei der Coppa Sabatini erreichen. 1974 erwirkte Fabbri neben den Siegen Platz 2 bei der Coppa Bernocchi, Platz 5 bei der Coppa Sabatini, Platz 8 beim Giro dell’Appennin, Platz 9 beim Giro del Lazio und Platz 13 bei den Straßenradsport-Weltmeisterschaften in Montreal. 1975 wechselte Fabbri in das Team Bianchi-Campagnolo. Hier belegte er Platz 2 beim Giro dell’Umbria, Platz 4 beim Giro di Toscana, Platz 12 beim Giro d’Italia mit Etappensieg auf der 16. Etappe sowie Platz 33 bei seiner ersten Teilnahme an der Tour de France. Im Folgejahr konnte er seinen Etappensieg beim Giro d’Italia und Platz 13 in der Gesamtwertung wiederholen. Ansonsten erzielte er noch vierte Plätze beim Giro della Provincia di Reggio Calabria und beim Gran Premio Industria e Commercio di Prato sowie Platz 5 bei der Coppa Sabatini. 1977 konnte Fabbri außer Platz 4 bei der Trofeo Matteotti und Platz 10 bei der Lombardei-Rundfahrt keine nennenswerte Ergebnisse erreichen. 1978 erwies er sich als nützlicher Helfer für seine Kapitäne Claudio Bortolotto bzw. Francesco Moser bei den Rennen Grand Prix Midi Libre bzw. der Tour de l’Aude. 1979 konnte er keine nennenswerte Ergebnisse erwirken und beendete Ende der Saison seine Profikarriere.

## Berufliches
Nach seinem Rücktritt vom aktiven Radsport arbeitete Fabbri zunächst als Sportlicher Leiter bei einigen Radsportteams in der Toskana, wie z. B. beim U.C. Casini-Vellutex. Ab 1993 war er Sportlicher Leiter beim Mapei. Nach dessen Auflösung Ende 2002 wechselte er zur italienischen Nationalmannschaft. Von 2008 bis 2009 war er Sportlicher Leiter beim Team Amica Chips-Knauf. Von 2011 bis 2013 war im Team Team Nippo. Daneben war er auch in der Kommission zur Wahl Giglio d’Oro, einem Preis für den besten italienischen Radprofi eines Jahres.

## Persönliches
Fabrizio Fabbri war bis zu seinem Tod mit seiner Frau Loretta verheiratet. Aus dieser Ehe gingen zwei Söhne, Francesco und Fabio, hervor.

## Erfolge
1972
- eine Etappe Giro d’Italia
- San Michele-Agliana

1973
- eine Etappe Tour de Suisse
- Gran Premio Industria e Commercio di Prato

1974
- Giro di Puglia
- Gran Premio Industria e Commercio di Prato

1975
- eine Etappe Giro d’Italia
- Giro dell’Appennino
- Tre Valli Varesine

1976
- eine Etappe Giro d’Italia